# 保安门
保安门，位于江西省上饶市婺源县（旧属安徽省徽州府）县城紫阳镇的小北门，原是婺源城墙的8个城门之一。
保安门已列为上饶市文物保护单位。